# Physconia distorta
Espèce
Physconia distorta est un champignon lichénisé au thalle foliacé que l'on rencontre sur l'écorce des arbres.

## Description
Physconia distorta est un lichen de taille moyenne, le diamètre des thalles individuels pouvant atteindre une dizaine de centimètres. La couleur du thalle va du gris au brun. Il s'agit d'une espèce foliacée dont les lobes, disposés plus ou moins en rosette, sont fortement appliqués sur le substrat. Il présente souvent de nombreuses apothécies.

## Répartition géographique
On le retrouve du nord au sud de l'Europe.

## Écologie
Il apprécie les écorces de feuillues imprégnées de poussières et riches en matières organique.